# ريتا عوض
ريتا عوض هي باحثة وناقدة وكاتبة فلسطينية، لها العديد من المؤلفات النقدية، وتعدّ من الأكاديميين العرب الأوائل الذين اهتموا بدراسة تأثير الأسطورة في الشعر الحديث.

## نبذة
حازت ريتا عوض شهادة ماجستير في الجامعة الاميركية في بيروت، دائرة اللغة العربية ولغات الشرق الأدنى في العام 1974، وكانت بعنوان: أسطورة الموت والإنبعاث في الشعر العربي الحديث، ثم طبعته كتابًا في عدة طبعات. وحازت شهادة الدكتوراه في اللغة العربية وآدابها، في جامعة القاهرة.

## نشاطها الثقافي
برز اسم ريتا عوض في بدايات مطلع السبعينيات، عندما قدمت أعمالا نقدية ومقالات في الشعر الحديث وفي الرواية، ومنها كتابها الصادر عن جامعة القاهرة (كلية الآداب) في العام 1974 تحت عنوان: أولاد حارتنا بين الرؤيا و التعبير، رواية الأديب المصري نجيب محفوظ.
كذلك أصدرت إلى جانب عملها "أسطورة الموت والانبعاث في الشعر العربي الحديث"، سلسلة ضمّت أبرز رواد الأدب العربي الحديث، ومنهم: أحمد شوقي، الياس أبو شبكة، جبران خليل جبران، خليل حاوي، بدر شاكر السياب...
تعمل عوض مديرة إدارة برامج الثقافة والاتصال بالمنظمة العربية للتربية والثقافة والعلوم (الكسو)
تم تكريم الدكتورة ريتا عوض من عدة جهات ثقافية، ومنها: حلولها ضيفة شرف في معرض فرانكفورت الدولي للكتاب في العام 2004م وقد اختارها لدورها الكبير في الجامعة العربية كذلك كانت ضمن لجان تحكيم عدة، ومنها: جائزة القاهرة للإبداع الشعري في العام 2007.

## أعمالها
لريتا عوض عشرات الدراسات والمقالات الأدبية والنقدية والفكرية، ومن مؤلفاتها المنشورة:
- أسطورة الموت والإنبعاث في الشعر العربي الحديث - 1974[5]
- اولاد حارتنا بين الرؤيا و التعبير - 1974[6]
- أدبنا الحديث بين الرؤيا والتعبير - 1979[19]

- خليل حاوي: فلسفة الشعر والحضارة - 2002
- في قضايا الشعر والنقد والثقافة - حوارات خليل حاوي - 2015[20][21]

- بنية القصيدة الجاهلية الصورة الشعرية لدى امرئ القيس - 2005 (عدة طبعات)[22][23]
- جدلية التواصل والانقطاع الإبداع والتقاليد الفنية - 2016[24][25]
- الشعر والنبوة ابو الطيب المتنبي بالشعر - 2023.[26]

### سلسلة أعلام الشعر العربي الحديث
- أحمد شوقي - 1983[27]
- جبران خليل جبران - 1983
- إلياس أبو شبكة - 1983[28]
- أبو القاسم الشابي - 1983[29]
- بدر شاكر السياب - 1983[30]
- خليل حاوي - 1983[7]